# 爱适瑞
爱适瑞（Essity AB）是一家总部位于瑞典斯德哥尔摩的衛生用品公司，銷售纸巾、尿片、卫生巾、鞋和创可贴等產品。

## 历史
爱适瑞以前是SCA集团的一部分。 
SCA成立于1929年，是一家林业公司。2017年，SCA將卫生產品业务獨立出來並組建爱适瑞。

## 外部鏈接
- 官方网站